# 天体のメソッド

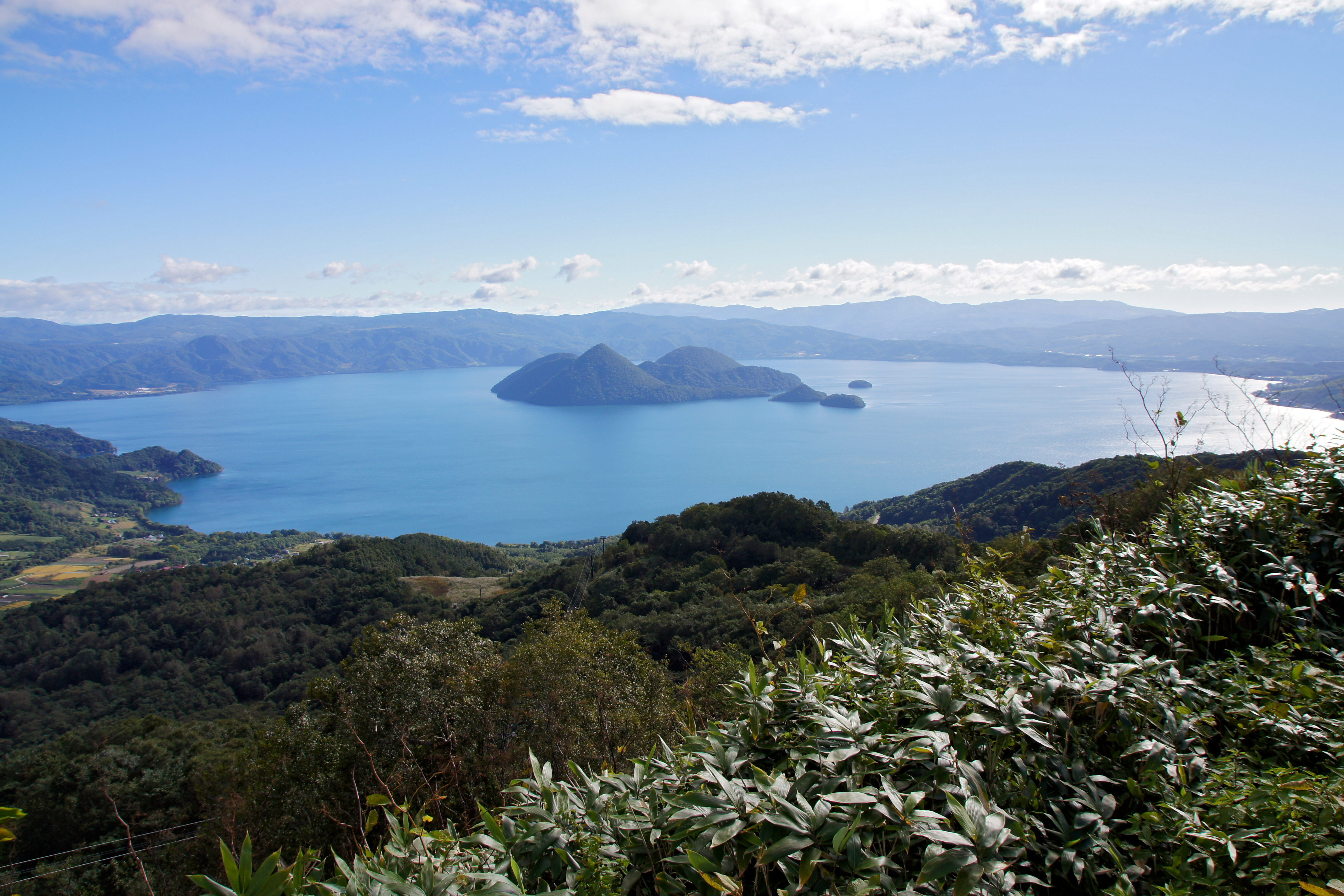
主舞台である霧弥湖のモデルとなった洞爺湖

『天体のメソッド』（そらのメソッド、sora no method、英: Celestial Method）は、日本のテレビアニメ作品。略称は「そらメソ」。2014年10月から12月にかけてTOKYO MX、テレビ北海道他にて放送された。

## 概要
北海道の洞爺湖をモデルにした、上空に謎の円盤が浮かぶ架空の街「霧弥湖」を舞台に、そこに引っ越してきた中学3年生の少女と、年齢不詳の謎の少女の2人を中心とした青春群像劇を描く。
原案・脚本を『Kanon』で知られる久弥直樹が担当する他、監督を『熱風海陸ブシロード』の迫井政行、キャラクター原案を『ガールフレンド（仮）』のQP:flapper、キャラクターデザインは『CØDE:BREAKER』の秋谷有紀恵、アニメーション制作を当時新会社であった3Hzがそれぞれ担当している。なお、久弥がオリジナルアニメの原案を手がけるのは2007年の『sola』以来、約7年ぶりとなる。
2019年10月11日、後日談のエピソードとして第17話「もうひとつの願い」がYouTubeで配信された。

## ストーリー

### 本編
とある地方に在する湖・霧弥湖。ある日、その上空に謎の巨大な円盤が出現した。現地・霧弥湖町の、そして全世界の人々は、外宇宙からの来訪と思しき未曽有の事態を前に大混乱に陥る。だが当の円盤は、特に何かの行動を起こすでもなく、また何らかの意志を示すこともなく、ただただ静謐なまま天空に留まり続けるだけだった。そんな中、全人類が最初に抱いた円盤への警戒の念や恐怖心は次第に薄れていき、また霧弥湖町の住人にとっても円盤は見なれた日常風景の一部となった。同時に湖の周辺は、興味本位で円盤を見たがるばかりの観光客で賑わうようになっていく。
円盤の出現から7年が過ぎた夏。父親の転勤に伴って東京から霧弥湖町に引っ越してきた中学3年生の少女・古宮乃々香。彼女は幼少期にこの街で暮らしていたが、当時の事はあまり憶えていなかった。新居での引っ越し作業を行う中、乃々香は神秘的な幼き少女・ノエルと出会う。ノエルは乃々香の事を以前から知っていた様子であり乃々香との再会を喜ぶが、一方の乃々香は心当たりを思い出せない。その後ノエルなりに荷解きを手伝おうとした結果、部屋の荷物が散らかってしまう。乃々香の亡き母・花織の写真立てが破損しているのを目にした乃々香はノエルを強く拒絶し、ノエルは乃々香の自宅から去る。しかし実は写真立ては乃々香の父・修一が荷造り中の時点で破損させてしまっていたことが判明。勘違いで拒絶してしまったノエルに謝罪するため、乃々香は街中でノエルを探す。その中で朧気にかつての記憶を思い出す。7年前、乃々香は廃墟の天文台でノエルと出会い「すぐに戻るから待っていてほしい」と言い残したものの、親の都合によりそのまま街を去ってしまう。ノエルは約束を信じ、7年間乃々香を待ち続けたのだ。記憶を頼りに乃々香は天文台へ向かいノエルと再会し、かつての約束を果たす。そしてノエルは「今度はノエルが約束を果たす番。あなたの願いを叶えるために」と乃々香に嬉しそうに語るのだった。ふと、そんなノエルの姿が7年前の記憶の中のノエルの姿形と全く変わっていない様子であることに乃々香は戸惑いを覚えるが、かぶりを振って帰路に就く。
翌日、始業式の日。同じクラスには、昨日ノエルを捜索した際に出会った土産物屋「しいはら本舗」の看板娘・椎原こはるの他に、湖畔で出会い辛辣な言葉を乃々香に投げかけた少女・戸川汐音の姿もあった。放課後、同じく霧弥湖町に居住するクラスメイト・水坂柚季が乃々香を「円盤反対運動」なる活動に巻き込む。クラスメイトで柚季の双子の兄・水坂湊太は迷惑な活動は止めるよう柚季を窘めるが、柚季は態度を改めない。柚季は「円盤のせいでいろいろなことが変わってしまい、戻らないものもある」と乃々香に活動の理由を語る。柚季なりの真剣な想いを感じた乃々香は友達の為に何かしてあげたいと、柚季に協力することを約束する。
後日。霧弥湖町でのオリエンテーリング実習にて乃々香、柚季、こはる、汐音は同じ班となり、乃々香はこの機会に汐音とうち解けようとするが汐音は相変わらず冷たく接する。途中、汐音がはぐれたことに気付いた乃々香は柚季たちを置いて単独で汐音を探しに向かうも見つからず途方に暮れる。一方で汐音は別ルートを進んでおり、柚季たちと合流。既にゴールし遅れている班の見回りをしていた湊太とも合流し、一同は乃々香を探しに向かう。空回りばかりと落ち込む乃々香の前に鼻歌を歌うノエルが現れる。その鼻歌は乃々香が母・花織に教えてもらった歌であった。そんなノエルの姿を見て、乃々香はかつて円盤を呼び出したのが乃々香、柚季、こはる、湊太、汐音の5人であったことを思い出す。7年前、乃々香は東京へと引っ越す前の思い出作りとして汐音が所有する円盤（UFO）の本に記載されていた「願い事をして円盤を呼ぶ方法」をやってみることを皆に提案。5人はそれぞれ願い事を思い浮かべ、祈りを捧げる。その結果、本当に円盤がやってきたのだった。過去を思い出した乃々香に、ノエルは自身こそが5人の願いに導かれやってきた円盤であることを明かす。同じ時、柚季、こはる、湊太も円盤を共に呼び出したかつての友人が乃々香であったことに気付く。汐音はこのことを最初から分かっており、全てを忘れている乃々香に強く憤っていたのだ。
その後、一同と合流した乃々香は皆との思い出を忘れていたことを告白する。円盤を呼び出したことを後悔している柚季は乃々香を拒絶。こはるが宥めようとするも、以後柚季の円盤反対運動は激化の一途を辿る。柚季との絆を修復したい乃々香は、柚季の円盤反対運動の根底に花火が見たいという想いが関係していることに気付く。乃々香はこはるの協力を得て打ち上げ花火を実現するべく奔走する。
かつて霧弥湖上で行われていた花火大会は円盤が出現して以降、行われなくなった。それに不満を抱えた幼き日の柚季は家を飛び出し、その行方を湊太が探すも自転車で転倒し湊太は大怪我を負ってしまう。湊太は親に対し怪我の原因は自分にあると語り柚季を庇う。その一方で柚季はショックにより湊太の怪我の原因が自分にあると言い出せず、その後ろめたさから長きにわたって円盤を憎むようになったのだった。
柚季は今回の乃々香の花火の計画が7年前の「花火が上がったら皆で桟橋に集まる」という約束を意識したものであったことを理解し、それに応えるべく桟橋に向かう。乃々香は最後まで打ち上げ花火が行えるように手を尽くしたものの、実現はできなかった。しかし代わりにこはると湊太と共に灯籠で桟橋を彩り、柚季を待っていた。柚季は乃々香、こはる、湊太に涙ながらに謝罪、絆を取り戻す。その後、桟橋で線香花火を皆と行う。そんな中、突如として円盤が輝き花火の光を描く。今まで憎んでいた円盤に対し、柚季は初めて笑顔を見せる。
それから1週間が過ぎた後。乃々香、柚季、こはるは柚季が入手した宿泊券で温泉宿へ行く。柚季はそこで以前拒絶してしまった乃々香に対し改めて謝罪し、感謝の言葉を伝える。その後、乃々香は自身が感謝の言葉を伝えたい人物のことを思い浮かべる。冬が近づいたある日、乃々香は柚季とこはるに付き添ってもらい、初めて乃々香の母親・花織の墓参りに行き、その現実と向かい合う。かつて乃々香は母親が亡くなった際、その苦痛を軽減するため母親との記憶を思い出さないよう努めたがその結果、長きにわたって母親の死に向き合えず、さらに霧弥湖で生活していた記憶も朧気になってしまっていたのだ。乃々香は花織の墓前で感謝の言葉を伝える。
その日、乃々香と会うことはなかったが花織の墓前には汐音の姿もあった。7年前、汐音と乃々香が友達になるきっかけを作ったのが花織であり、汐音にとっても花織は大切な存在だったのである。乃々香は、かつて汐音と交わした「一緒に流星群を見る」という約束を思い出す。汐音もまた、7年前から乃々香の事を待ち続けていたのだ。流星群は円盤が出現して以来一度も見えておらず、代わりの手段として乃々香は中学校の文化祭「北美祭」にて汐音も含め皆とプラネタリウム制作を進める。一方で汐音はノエルと語る中で、今のわだかまりにおいて悪いのは乃々香ではなく乃々香の事を信じ切れない自分自身であると心境を吐露する。ノエルはそんな汐音の想いを後押しし、流星群を乃々香と一緒に見るよう助言する。その夜、学校で邂逅した汐音と乃々香はプラネタリウムに照らされながら互いの想いを語り合い、絆を取り戻す。
しかし汐音はその後、このまま5人全員が仲良くなってしまうとノエルと円盤が消え去ってしまうということに気付き、それを阻止するために汐音は乃々香に対し断交を告げる。乃々香たちもノエルと円盤の真実に気付き、柚季、湊太、こはるは汐音と同じくノエルを消えさせまいと互いに距離を取り、バラバラになってしまう。一方でノエルは、大好きな皆が笑顔になってくれることを望んでおり、乃々香たちの願いを叶えて別れる決意を乃々香に伝える。
「皆と一緒にいられるのはノエルのおかげ」と思い至った乃々香はノエルの想いに報いるため、流星群が訪れる夜に天文台に集まることを皆に呼びかける。実はかつて、円盤を呼び出す際に5人がそれぞれ捧げた願いは「みんながいつまでも仲良くいられますように」という点で一致していたのだ。やがて他の面々も乃々香と同じ思いに至り、ノエルと自分たちの願いを叶えることを決断。天文台で7年前と同じように、全員が友達として笑顔で揃う。
皆がノエルとの別れを惜しみ、流星群が降りそそぐ中、ノエルは涙を流して光と共に消失する。覚悟していたこととはいえ本当にこれで良かったのか、乃々香たちは円盤なき星空を見上げ思うのだった。
乃々香が気づくとそこは数ヶ月前の夏、霧弥湖町に引っ越してきた日の車内であった。時間が戻ったことに戸惑う乃々香。そして湖の上空に円盤の姿はない。何故か「7年前に円盤が来なかった世界」になってしまったのである。その世界でこはる、柚季、湊太と再会し、円盤やノエルのことを乃々香が尋ねるも憶えていなかった。また、汐音はこの世界では小学生時点で遠方へ引っ越してしまっていた。円盤とノエルの痕跡すら存在しない世界で、円盤とノエルの記憶を持つ乃々香は孤独と絶望に苛まれる。そこへ遠路から訪れた汐音と再会。汐音は乃々香と同じく円盤とノエルのことを憶えており、乃々香は再び希望を見出す。その後、汐音はこはる、柚季、湊太とも再会する。3人は円盤やノエルを憶えていなかったが、大切なものを失ってしまったという喪失感を抱えていたのだった。
乃々香は7年前と同じようにもう一度円盤を呼び出すことを皆に呼びかけ、天文台で全員がノエルとの再会を願い、祈りを捧げる。
翌日、乃々香は予感めいたものを感じ天文台のひまわり畑へと向かう。他の面々も同じく予感に導かれ、ひまわり畑を訪れていた。そこで乃々香たちは再び現れたノエルと再会を果たし、物語は幕を引く。

### 後日談
再び現れたノエルと乃々香たちが再会を果たしてしばらく経ったある日。ノエルは乃々香たちとの会話から「誕生日」というものを知るが、円盤である自身には生まれた日の事が分からなかった。乃々香は過去のアルバムを調べて皆で円盤を呼んだ初雪の日が2007年11月3日である事を突き止め、この日をノエルの誕生日とした。
同じ時、ノエルは同じ円盤の少女であるキャロルと出会う。キャロルは、ノエルが既に願いを叶えたにも関わらず別の願いを叶えに行かず霧弥湖町に居続けることを咎め、ノエルを連れ返しにやってきたのだ。しかしノエルはずっとこの街で皆と居たいと想いを語り、キャロルと共に帰ることを断る。キャロルはノエルに拒否されることを予想しておらず、その想いも理解できずにいた。
そんな中、乃々香はノエルの誕生日に際し、柚季、こはる、住んでいる遠方からやってくる汐音、海外留学の準備から帰国する湊太と共に誕生会で祝う事を計画する。一方のキャロルはノエルの円盤自体を追い出すことでノエルがこの街に居られなくなるよう画策するが、キャロルの円盤に力が戻っていないこともあり、悉く失敗に終わる。
そんなキャロルにノエルや乃々香たちはノエルが叶えようとした願いはノエルが居ないと叶わないと語りつつ、手を差し伸べる。ノエルたちと共に時間を過ごしていくうち、キャロルは徐々に態度を和らげていくが気持ちを素直に受け入れられず渡されたノエルの誕生会の招待状を捨ててしまう。
誕生会当日、ノエルの事で思い悩むキャロルを汐音が見つけ、かつての自分の面影を感じた汐音はキャロルの想いを後押しする。汐音の助言を聞いたキャロルは自身の想いに対し正直に行動し始める。
捨ててしまった招待状を見つけることができなかったものの、そこへやってきたノエルが一緒に誕生会へ行こうと誘う。ノエルの誕生会は、キャロルの誕生日も祝うものでもあったのである。
その時、キャロルの円盤に力が戻り、ノエルを連れ返すというかつてのキャロルの願いが発動しかけるがノエルの想いを理解したキャロルは「ノエルがずっと大好きな皆と一緒に居られますように」と願いを改めたことで事なきを得る。
乃々香たちが待つ、誕生会の会場であるのぞみ亭にノエルとキャロルが共にやってくる。こうして7人そろって、ノエルとキャロルの誕生日を祝うのであった。

## 登場人物
古宮 乃々香（こみや ののか）
声 - 夏川椎菜
本作の主人公。父親の転勤によって東京から霧弥湖町に引っ越してきた少女。北美中学3年2組。穏やかでやや人に流されやすいものの、強い意志のもと自分の信じる道を突き進む行動派な一面も持つ。
母親の花織は他界しており、現在は父親の修一と2人で暮らしている。また、その影響で料理を始めとした家事は得意。
幼少期に霧弥湖町で暮らしており、柚季、こはる、汐音、湊太とは幼馴染同士。母・花織の病の治療のために東京へ引っ越すことになった際、思い出作りのために本で読んだ「円盤を呼ぶ方法」を皆に提案し実践。ノエルとも出会うがその直後に街を離れた。やがて治療の甲斐なく花織は亡くなり、その辛い現実を受け止めきれず母と共に霧弥湖で過ごした日々の記憶、幼馴染やノエルのことを忘れ去った。
7年後の夏、霧弥湖に引っ越してきてからノエルと再会したことをきっかけに、徐々に記憶を取り戻していくが幼馴染らとの関係性は7年前とは変わってしまっていた。かつて果たせなかった友達との約束と自身の願いを遂げるため、乃々香は懸命に行動していく。しかしその後、皆と絆を取り戻すことができたが願いを叶えたノエルが消え去り、さらに7年前に円盤が来ず、誰も円盤とノエルの事を憶えていない「円盤のない世界」となってしまう。孤独と絶望に苛まれる乃々香だったが、円盤とノエルの事を憶えている汐音と再会。再び立ち上がり、7年前と同じようにもう一度円盤を呼び出すことを汐音、柚季、こはる、湊太に呼びかけた。
7年前に円盤に捧げた願いは「みんなと一緒に、いつまでもニッコリでいられますように」。
ノエル
声 - 水瀬いのり
背格好は小学校低学年程度の年齢不詳の少女。廃墟の天文台を拠点にしている。性格は天真爛漫で明るく、普段の言動は見た目相応に幼いがどこか掴みどころのない不思議さを漂わせる。その正体は乃々香たちの願いを叶えるためにやってきた円盤そのもの。
乃々香たちが円盤を呼ぶ方法を実践した後、天文台に1人でいたところ、やってきた乃々香と出会う。乃々香から幼馴染たちとの話、汐音への約束の伝言、乃々香の母・花織の歌を聞き、さらに「すぐに戻るから待っていてほしい」と約束され、以降7年間彼女を待ち続けていた。
当初は単純に皆が揃えば乃々香たちの願いが叶うと思っていたが7年の間に乃々香たちの絆には綻びが生じており、そうはならなかった。このため、以後は乃々香たちの仲を取り持とうと健気に努力する。また、柚季の抱いていたわだかまりが解決した時を始めとした皆の「ニッコリ」をみて願いを叶える本当の意味を見出し、皆が笑顔になる事を自身からも願うようになる。願いが叶うと円盤と自身が消え去るという事を理解しながらもそれを全く厭わなかったが、皆の願いが叶って自らが消え去る瞬間には嬉しさと寂しさがないまぜになった涙を流す。その後、円盤のない世界で乃々香たちがノエルとの再会を願ったことで乃々香たちの元へ舞い戻る事ができた。
後にキャロルと邂逅した際は「みんなと一緒にこの街にいたい」と願っていることを明かした。
水坂 柚季（みずさか ゆずき）
声 - 豊崎愛生
霧弥湖町に暮らす少女。湊太の双子の妹。北美中学3年2組。霧弥湖畔にある喫茶とお食事の店「のぞみ亭」の娘。裏表のあまりないまっすぐな性格で、物怖じしない行動派だが周りが見えず暴走しがちなところがある。
街に浮かぶ円盤のことを目の敵にしており、幼少の頃から「円盤反対運動」なる活動をしているが、周囲からはまともに相手にされていない。
かつては兄である湊太と仲が良かったが現在は円盤反対運動をめぐって互いにギクシャクしている。天文台で自分たちがかつて円盤を呼んだことによる後悔は勿論、円盤を呼ぶことを提案した少女のことも恨んでいる。
乃々香が中学校に転校してきた際に同じ霧弥湖町に居住していることを知り、乃々香を円盤反対運動に引き込む。乃々香は柚季なりの真剣な想いを感じ、協力することを約束した。しかし、乃々香も柚季も忘れてしまっていたが乃々香こそが円盤を呼ぶことを提案した少女であり、それに気づいた柚季は乃々香を拒絶。以後、円盤反対運動は激化していく。
柚季が円盤反対運動を行う真の理由はかつて円盤の出現が原因で湊太と共に花火を見られなくなったことを不満に思った柚季が家を飛び出し、その行方を湊太が探す中で自転車で転倒し湊太は大怪我を負ってしまい、柚季はショックにより円盤に全ての原因をかぶせ憎んだことに起因しており、その本心に湊太に対しての後ろめたさを抱えていた。また、これより前の年（円盤を呼び出す約1ヶ月前）にも「花火が上がったら皆で桟橋に集まる」という約束を果たなかったことも心残りになっていた。
その後、柚季のわだかまりを解消するため乃々香が計画した打ち上げ花火が単なる思い付きではなく、7年前の皆で桟橋に集まる約束をちゃんと乃々香が思い出し意識していることに気付く。そして、打ち上げ花火を行うことはできなかったが灯籠で彩られた桟橋で柚季を待っていた乃々香、こはる、湊太に涙ながらに謝罪、仲を取り戻し、円盤への憎しみも解消された。
円盤のない世界では湊太と不仲になる原因が発生しなかったため、仲は良好なままである。乃々香とは中学のクラスが異なる。ノエルと円盤の事を憶えていなかったが大切なものを失ってしまったという喪失感を抱えていた。その後、乃々香の呼びかけに応じ天文台でノエルとの再会を願う。
7年前に円盤に捧げた願いは「お兄ちゃんと、みんなと、喧嘩しても仲直りができますように」。
椎原 こはる（しいはら こはる）
声 - 佳村はるか
霧弥湖町に暮らす少女。北美中学3年2組。霧弥湖畔にある土産物屋「しいはら本舗」の娘。おっとりしていて物静かな心優しい性格。しいはら本舗の始業・終業時に店の顔出し看板を出し入れすることから「看板娘」を自称する等、天然なところもある。娘としてしいはら本舗の店番も行う事も多々あってか、周囲への気配りは欠かさず、友人たちの仲を取り持つ橋渡し役として一役買っている。幼少期から中学1年時点では眼鏡をかけていたが、中学3年現在は基本的にかけておらずコンタクトレンズにしている。
幼馴染の中でも特に柚季、湊太の双子兄妹とは付き合いが長く、2人の拗れてしまった兄妹仲を気にかけ心を痛めている。
かつては自身も柚季の円盤反対運動を手伝うなど、柚季の最大の理解者であった。現在は直接は手伝っておらず黙認程度に留めている。湊太からは度々柚季の行動について謝罪を受けるなどしているがそれでも「柚季の気持ちも分かる」としていた。しかし、柚季の円盤反対運動が激化した際にはついに非難。柚季との間に亀裂が生じてしまい、柚季の最大の理解者でありながら何もできないことに人知れず涙を流す。その後、柚季のわだかまりを解消させるための乃々香の打ち上げ花火計画への協力を行う。計画は予定通りには行かなかったが、柚季との仲を取り戻すことができた。
円盤のない世界では乃々香とは中学のクラスが異なる。ノエルと円盤の事を憶えていなかったが大切なものを失ってしまったという喪失感を抱えていた。その後、乃々香の呼びかけに応じ天文台でノエルとの再会を願う。
7年前に円盤に捧げた願いは「私たちがいつまでも友達のままでいられますように」。
戸川 汐音（とがわ しおね）
声 - 小松未可子
北美市に暮らす少女。北美中学3年2組。いつもヘッドフォンをしていて、そっけない態度で周囲とのコミュニケーションを拒む孤高な性格だが本質は意地っ張りで寂しがり屋。コーヒーに大量の砂糖やミルクを入れたり菓子類を大量購入したりするなど大の甘党。
7年前時点で霧弥湖町で父親と2人で暮らしていたが後に北美市に引っ越す。さらにその後、父親からより遠くの街に引っ越すことを告げられた際は中学を卒業するまでという条件で北美市に残ることを望み、現在は一人暮らしをしている。北美市在住後も毎日のように霧弥湖町を訪れている。
7年前、乃々香とその母・花織と出会い、花織の手引きで乃々香と友達になり3人で天体観測を行う中で乃々香と「冬の流星群を一緒に見る」という約束をする。その後、天文台で柚季、こはる、湊太とも友達になる。「円盤を呼ぶ方法」を皆と実践した後に1人で天文台に来たところ、不思議な少女・ノエルと出会い「すぐに戻ってくるから、その時は一緒に流星群を見よう」という乃々香からの伝言を聞き、以後7年間乃々香を待ち続けていたがやがて心を閉ざしていく。
乃々香が霧弥湖町に戻ってきた際、彼女がかつての親友であることに気づいたものの乃々香はすっかりと忘れてしまっていたため汐音は憤り、以降乃々香に対して冷たく接する。一方、ノエルについては汐音も当初忘れてしまっていたがノエルと交流を深めていく内、かけがえのない存在となっていく。乃々香が花織の墓参りに訪れたことを知った際には乃々香に対する態度を少し和らげ、かつての乃々香と同じく汐音もノエルに乃々香への「一緒に流星群を見たかった」という伝言を託す。さらにノエルに対し「信じて裏切られるのは怖い」と、乃々香に対する冷たい態度の裏側にある本音を打ち明けた。ノエルの助言により、自身の想いを乃々香に伝え、再び友達になる。
しかしその後、ノエルと円盤の真実に気付きノエルが消えないようにするために乃々香を再び冷たく突き放し、予定を早め父親の元へ引っ越す準備を進める。だがノエルは皆の願いを叶え笑顔で別れることを望んでいたため、ノエルの願いを受け入れて皆が待つ天文台に向かい、7年前と同じように改めて自己紹介をして皆と再び友達になった。
円盤のない世界では「すぐに戻るから待っていてほしい」という乃々香の伝言をノエルから受け取ることが無かったため、小学生時点で親と共に引っ越しており遠方で暮らしていたが乃々香と同じくノエルと円盤の事を憶えており、霧弥湖町を訪れ孤独に苛まれていた乃々香を救った。後日、北美高等学校の入学案内を手にしており、そこへの進学を希望している模様。
7年前に円盤に捧げた願いは「乃々香のことも、みんなのことも、ずっとずっと好きでいられますように」。
水坂 湊太（みずさか そうた）
声 - 石川界人、潘めぐみ（幼少期）
霧弥湖町に暮らす少年。柚季の双子の兄。北美中学3年2組。霧弥湖畔にある喫茶とお食事の店「のぞみ亭」の息子。淡々としているようで、面倒見が良い。柚季より発育が良く、顔も大人びている。
のぞみ亭の手伝いは勿論、こはるの頼みでしいはら本舗の手伝いも頻繁に行う。中学卒業後に海外留学を控えている。
柚季の円盤反対運動を良く思っておらず周囲の迷惑になることは止めるよう忠告しており、柚季の活動理由も自身のことを嫌う柚季による当てつけであると当初は考えていた。同時に本心では柚季のことを心配しており、なんとか救ってやりたいと考えている。柚季の活動理由が花火が見たいという想いに関係していることを乃々香から聞いた際には、かつて花火に連れていけなかったせいであると考え、柚季に対し謝罪する。しかし、柚季は「謝るべきなのは自身である」と心の底で思っており、想いはすれ違っていく。乃々香の打ち上げ花火計画においてはそれに協力したこはるの代わりにしいはら本舗の店番をするなどの形で支援。計画は予定通りにはいかなかったものの柚季の心を解かし、再び兄妹仲を取り戻した。
円盤のない世界では自転車事故が起こらず、柚季との仲は良好なままである。乃々香とは中学のクラスが異なる。ノエルと円盤の事を憶えていなかったが大切なものを失ってしまったという喪失感を抱えていた。その後、乃々香の呼びかけに応じ天文台でノエルとの再会を願う。
7年前に円盤に捧げた願いは「こいつらといつまでも仲良くいられますように」。
古宮 修一（こみや しゅういち）
声 - 土田大
乃々香の父親。転勤により娘と共に東京から霧弥湖町に引っ越し、7年前に住んでいた家に再び居住する。
娘の事を信じており、基本的に乃々香の行動には寛容な姿勢でいる。乃々香の友人を前にすると無駄に格好をつけるなどの茶目っ気な面がある。昔から料理作りが苦手でよく焦がす等していたが、霧弥湖町に引っ越してきてからしばらくして上達していく。
古宮 花織（こみや かおり）
声 - 茅野愛衣
乃々香の母親。物語開始時点で故人。趣味は天体観測。
7年前に重度の病の治療の為、家族総出で霧弥湖町から東京に引っ越し入院するも治療の甲斐なく亡くなる。
幼少期より霧弥湖町で暮らしており、花織の母親の趣味である天体観測によく連れて行ってもらっていたことから自身も興味を持つようになる。やがて大人になり、天体観測に付き合ってくれる修一と結婚する。
生前、乃々香に対して「辛い時こそとびっきりの笑顔を忘れず、どんなことでも乗り越えて欲しい」と約束を交わしており、この願いは以後の乃々香に息づき、その笑顔が友人たちの背中を後押ししている。
キャロル
声 - 高野麻里佳
後日談エピソードとなる17話に登場。ノエルと同じく円盤の少女。
ノエルが乃々香たちと一緒にいることに反発しており、ノエルを連れ戻そうとするが悉く失敗する。その後、ノエルたちと共に時間を過ごしていくうちに態度を和らげていくが気持ちの整理が上手くできず苦悩。しかし、汐音の助言により自身の想いを信じて行動し「ノエルがずっと大好きな皆と一緒に居られますように」、そして「大好きなノエルとずっとずっと一緒にいたい」と願った。

## 用語
霧弥湖町（きりやこちょう）
本作の主な舞台となる田舎町。巨大な湖「霧弥湖」に接する。
元々良質な温泉が湧く温泉観光地であったが、2007年に霧弥湖に円盤が出現して以降はそれ目当てで訪れる観光客が多くなった。
円盤の出現以降、霧弥湖の中央に位置する中島が立ち入り禁止になったり、打ち上げ花火大会が中止になっている等、行えなくなってしまったこともある。
町役場には円盤対策課という部署も存在する。
しいはら本舗
こはるの家族が経営する土産物屋。「円盤御殿」という別称もある。
円盤に関する品物を始めとした土産物を取り扱っており、円盤の紋様が焼き印された温泉饅頭の「円盤まんじゅう」を名菓として販売している。
円盤のない世界では「工芸御殿」という別称となっており、円盤に関する品物等を取り扱っていない。また当初「円盤まんじゅう」も「温泉まんじゅう」のまま名称と焼き印が変わっていなかったが、キャロルの出現時点で名称はそのままながら円盤の紋様が焼き印されている。
のぞみ亭
水坂家が経営する洋食カフェ・レストラン。建物は店舗兼水坂家の住宅となっている。
席数はテーブル60席・カウンター8席。
天文台（てんもんだい）
霧弥湖町の外れにある廃墟の天文台。ロッジのような木造建築となっている。
円盤の出現以前から使われていない廃墟で立ち入り禁止になっているが、通っていた小学校が違っていた幼少期の乃々香たちは天文台で集まり遊ぶことがよくあった。
乃々香たちが円盤を呼び出した場所であり、その後はノエルが拠点にしている。
円盤のない世界では窓ガラス・望遠鏡の破損や草木が生い茂る等、損傷が激しくなっている。
北美市（ほくびし）
近代的な地方都市。乃々香らの通う北美中学校はこの街にある。
北美市のバスターミナルと霧弥湖町のバスターミナルはバスで30分の距離となっている。
円盤（えんばん）
所謂「未確認飛行物体」。厚みのある円盤の形をしており、表面には紋様が確認できる他、昼夜問わず鮮やかな光を放っている。
ノエルの円盤は全体的に青みがかっており、キャロルの円盤は全体的に赤みがかっている。
願いを叶えるためにやってくる存在であり、願いを叶えるとまた別の願いに導かれ消え去る。
願いに導かれやってくる際、エネルギーを使いすぎると手に収まるほど縮小したり、浮遊できなくなる模様。
円盤の少女（えんばんのしょうじょ）
円盤と共に願いを叶えるためにやってくる存在。円盤と同じく、願いを叶えるとまた別の願いに導かれ消え去る。
円盤との厳密な関係性は明かされていないが、円盤と円盤の少女が遠く離れると円盤の少女は衰弱したり、（縮小した）円盤が何かにぶつかりよろけると円盤の少女もその場でよろけるという性質を持つ。
年月が経過しても背丈が成長する様子が特になく、不意に姿を現したりいなくなったりする等、通常の人間とは明らかに異なる部分が存在する。
「円盤の少女」という呼称はオリジナルサウンドトラックのトラック名、ノエルのねんどろいどの説明文に登場するが、作中でのノエル及びキャロルは自身の事を「円盤」と呼称するのみで、乃々香たちもそれに倣った呼称をしている。
円盤反対運動（えんばんはんたいうんどう）
柚季が個人で行っている、円盤を街から追い出すことを目的とした活動。
主な活動内容は「円盤反対」のプラカードを掲げる、ビラを配るなど。「街の安全が脅かされている」「皆の協力があればきっと円盤も追い出せる」といった主張をしているが、周囲からはまともに相手にされていない。
柚季が円盤反対運動を行う真の理由はかつて円盤の出現が原因で湊太と共に花火を見られなくなったことを不満に思った柚季が家を飛び出し、その行方を湊太が探す中で自転車で転倒し湊太は大怪我を負ってしまい、ショックにより柚季が円盤に全ての原因をかぶせ憎んだことに起因しており、その本心に湊太に対しての後ろめたさを抱えていた。
柚季の活動理由に気付いた乃々香たちの尽力により柚季は乃々香、こはる、湊太との仲を取り戻し、円盤への憎しみも解消されたことで以降は活動が行われなくなった。
キリゴン
霧弥湖に住むと言われる幻の怪獣。
作中ではキリゴンを題材にした映画やぬいぐるみ、顔出し看板などが登場する。
キリゴンの顔出し看板
しいはら本舗にあるキリゴンをモチーフとした顔出し看板。
幼少期のこはるが柚季と湊太に共に作ってほしいと頼み、柚季が下絵を描き、湊太が板を切る等し、3人で色を塗って仕上げた。
乃々香が花織の墓参りに向かった日、ノエルが左腕と胴体を破損させてしまったが後に湊太とノエルが修復。
円盤のない世界ではキャロルが左腕と胴体が破損させてしまったが後にノエルとキャロルが修復している。
謎の円盤対霧弥湖の大怪獣キリゴン
円盤とキリゴンを題材にした自主製作映画。
ほとんど出回っていないが、霧弥湖町の資料館に貸出し用のDVDが1つ存在する。
幼少期の汐音がキリゴンを呼び出した少女役として出演している。

## スタッフ
- 原作 - カレイドシフト
- 原案・脚本 - 久弥直樹
- 監督 - 迫井政行
- キャラクター原案 - QP:flapper
- キャラクターデザイン - 秋谷有紀恵
- 総作画監督 - 秋谷有紀恵、奥田陽介（第6話 - 第13話）
- メインアニメーター（第1話 - 第13話、OVA） - 長坂慶太
- 美術設定 - 金平和茂
- 美術監督 - 伊藤弘、根本邦明（第17話）
- 色彩設計 - 加藤里恵
- 撮影監督 - 出水田和人
- 3DCGI - 秋元央
- 編集 - 定松剛
- 音響監督 - 明田川仁
- 音楽 - 加藤達也
- 音楽制作 - ランティス
- 音楽プロデューサー - 斎藤滋、吉江輝成
- プロデューサー（第1話 - 第13話、OVA） - 中路亮輔、岡村武真、吉江輝成、西川和良、雪田雅人、中島保裕、和田洋介
- プロデュース - インフィニット
- ラインプロデューサー - 久保秀彰（第1話 - 第13話、OVA）
- アニメーション制作 - Studio 3Hz
- 製作 - 霧弥湖町観光協会（第1話 - 第13話、OVA）→infinite（第17話）

## 主題歌
オープニングテーマ「Stargazer」
作詞 - 桐島愛里 / 作曲・編曲 - 高瀬一矢 / 歌 - Larval Stage Planning
エンディングテーマ
すべて 作詞 - 林英樹 / 作曲 - 佐藤純一 / ストリングスアレンジ - 川本新 / 編曲・歌 - fhána
「星屑のインターリュード」（第1話 - 第6話、第8話 - 第10話、第12話 - 第13話、OVA、第17話）
第13話は特別エンディングとして新規に制作した映像を使用。
「ホシノカケラ」（第7話特別エンディング）
「天体のメソッド」（第11話特別エンディング）

イメージソング「North Method」
作詞 - 桐島愛里 / 作曲・編曲 - 高瀬一矢 / 歌 - Larval Stage Planning
第13話では挿入歌として使用された。

## 各話リスト
| 話数                    | サブタイトル       | 絵コンテ | 演出       | 作画監督                                       |
| ----------------------- | ------------------ | -------- | ---------- | ---------------------------------------------- |
| 第1話                   | 円盤の街           | 迫井政行 | 迫井政行   | 古澤祐紀子                                     |
| 第2話                   | ふたりの約束       | 若林信   | 鈴木拓磨   | 若山政志、りぱ 古澤祐紀子、古賀美裕紀 高橋瑞香 |
| 第3話                   | 記憶のありか       | 迫井政行 | 熨斗谷充孝 | 竹内由香里                                     |
| 第4話                   | 思いのかけら       | 島津裕行 | 佐土原武之 | 山本径子、しまだひであき 斉藤弘樹              |
| 第5話                   | 光の花             | 迫井政行 | 室谷靖     | 斎田博之、小澤円 戸田麻衣                      |
| 第6話                   | 本当の友達         | 島津裕行 | 江副仁美   | 寺尾憲治                                       |
| 第7話                   | 私のなくしたもの   | 島津裕行 | 博史池畠   | 古澤祐紀子、中川洋未                           |
| 第8話                   | 彼女の信じること   | 迫井政行 | 川畑喬     | 山崎愛、向川原憲                               |
| 第9話                   | さよならの意味     | 島津裕行 | 北川隆之   | 若山政志、田中志穂 りぱ                        |
| 第10話                  | 願いの行方         | 島津裕行 | 熨斗谷充孝 | 向川原憲、J-CUBE                               |
| 第11話                  | 流星群の夜         | 迫井政行 | 博史池畠   | 古賀美裕紀、田中志穂 中川洋未                  |
| 第12話                  | 円盤のない街       | 島津裕行 | 橘正紀     | 古澤祐紀子                                     |
| 第13話                  | はじまりのそらから | 迫井政行 | 迫井政行   | 若山政志、りぱ                                 |
| 第14話 （オープニング） | -                  | 迫井政行 | 迫井政行   | 奥田陽介                                       |
| 第15話 （エンディング） | -                  | 江畑諒真 | 江畑諒真   | 江畑諒真                                       |
| 第16話 （OVA・未放送）  | ある少女の休日     | 迫井政行 | 迫井政行   | 古澤祐紀子                                     |
| 第17話 （Web配信）      | もうひとつの願い   | 迫井政行 | 迫井政行   | 秋谷有紀恵、中村深雪 辻智子、金丸綾子 大高雄太 |

## 放送局
| 放送期間                 | 放送時間                     | 放送局       | 対象地域 | 備考                      |
| ------------------------ | ---------------------------- | ------------ | -------- | ------------------------- |
| 2014年10月5日 - 12月28日 | 日曜 22:30 - 23:00           | TOKYO MX     | 東京都   |                           |
|                          | 日曜 23:00 - 23:30           | KBS京都      | 京都府   |                           |
| 2014年10月6日 - 12月29日 | 月曜 0:30 - 1:00（日曜深夜） | サンテレビ   | 兵庫県   |                           |
|                          | 月曜 1:05 - 1:35（日曜深夜） | テレビ北海道 | 北海道   | 作品の舞台のモデル地      |
|                          | 月曜 20:30 - 21:00           | AT-X         | 日本全域 | CS放送 / リピート放送あり |
| 2014年10月8日 - 12月31日 | 水曜 0:30 - 1:00（火曜深夜） | BS11         | 日本全域 | BS放送 / 『ANIME+』枠     |

| 配信期間                     | 配信時間                   | 配信サイト         |
| ---------------------------- | -------------------------- | ------------------ |
| 2014年10月8日 - 12月31日     | 水曜 23:00 - 23:30         | ニコニコ生放送     |
| 2014年10月9日 - 2015年1月1日 | 木曜 0:00（水曜深夜） 更新 | バンダイチャンネル |
|                              | 木曜 12:00 更新            | dアニメストア      |

## 関連商品

### BD
| 巻 | 発売日        | 収録話          | 規格品番  |
| -- | ------------- | --------------- | --------- |
| 1  | 2015年1月28日 | 第1話 - 第2話   | BCXA-0952 |
| 2  | 2015年2月20日 | 第3話 - 第4話   | BCXA-0953 |
| 3  | 2015年3月27日 | 第5話 - 第6話   | BCXA-0954 |
| 4  | 2015年4月24日 | 第7話 - 第8話   | BCXA-0955 |
| 5  | 2015年5月27日 | 第9話 - 第10話  | BCXA-0956 |
| 6  | 2015年6月26日 | 第11話 - 第12話 | BCXA-0957 |
| 7  | 2015年7月24日 | 第13話+OVA      | BCXA-0958 |

### CD
| 発売日         | タイトル                                                      | 規格品番    |
| -------------- | ------------------------------------------------------------- | ----------- |
| 2014年10月29日 | Stargazer                                                     | LACM-14278  |
| 2014年11月5日  | 星屑のインターリュード                                        | LACM-14279  |
| 2014年12月24日 | 『天体のメソッド』イメージアルバム ソナタとインターリュード   | LACA-15472  |
| 2015年1月14日  | 『天体のメソッド』オリジナルサウンドトラック 霧弥湖町音楽散歩 | LACA-9376/7 |
| 2015年2月11日  | 『天体のメソッド』キャラソンミニアルバム 約束のメソッド       | LACA-15476  |

### 書籍
- 『TVアニメ 天体のメソッド 公式ファンブック』一迅社、2015年4月5日。ISBN 978-4758014342。

- 『天体のメソッド 設定資料集アニメ版』ムービック、2015年10月。

- 『天体のメソッド memories』インフィニット、2015年3月18日。

- 『天体のメソッド OP＆ED 原画』Studio 3Hz。

- 『天体のメソッド 原画集』Studio 3Hz。

- 『ED Memories』0.3Hz。2019年8月10日(コミックマーケット96)発行。

- 『Sorameso Memories 2』0.3Hz。2019年12月28日(コミックマーケット97)発行。

### アプリ
- そらメソカメラ【天体のメソッド公式アプリ】[39][40]、rootage　Android 4.0.3以上に対応。最終バージョンは1.1.2 (2015年10月3日更新)　円盤と登場キャラクターと写真が撮れるアプリ。なお、Google Playストアでの配布は終了している。

## 漫画
天体のメソッド
浪咲ゆかの作画で、『月刊コミック電撃大王』（KADOKAWA アスキー・メディアワークス）2014年10月号より連載が始まった。2015年3月号に掲載されたのを最後に休載が続き、同年12月号において作者の都合により連載休止が発表された。
- 天体のメソッド (1) (電撃コミックスNEXT) コミック（2014-10-24）　ISBN 978-4-04-866974-0

## WEBラジオ
天体のメソッド放送局
2014年9月25日から2015年1月30日まで音泉、ランティスウェブラジオ、HiBiKi Radio Stationにて配信されたWEBラジオ番組。毎週金曜日配信。
パーソナリティは夏川椎菜（古宮乃々香 役）、水瀬いのり（ノエル 役）。